# Рокач

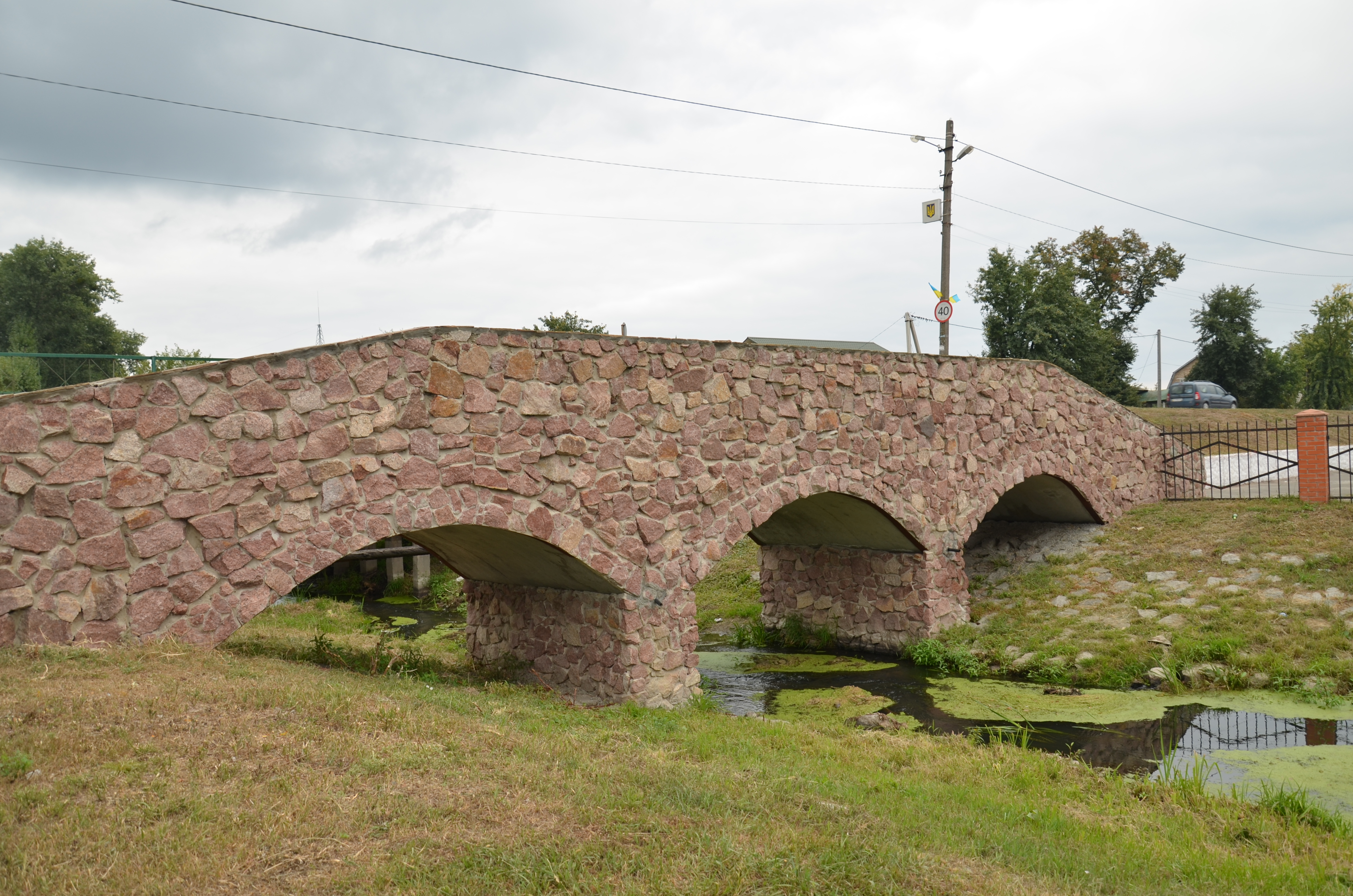
Рокач в Гостомелі

Рокач — річка в Україні, в межах Бучанського району Київської області. Ліва притока Ірпеня (басейн Дніпра).
Довжина річки 17 км, площа басейну 160 км².
Назва походить ввід слова «рокотати» — в минулому це була доволі глибока річка, середня глибина якої становила 2 метри. Навіть була судноплавною — нею плавали великі човни завдовжки до 8 метрів. Інший варіант назви — Ракач, можливо нагадує про велику кількість раків, що колись водилися у річці.
Бере початок в лісі за 1 км на північ від села Микуличі. Далі протікає поблизу села Мироцьке, де річку загачено греблею та влаштовано ставок, потім тече між містом Буча та селищем Гостомель, далі — територією Гостомеля. За 1 км від Гостомеля впадає у річку Ірпінь.
Від греблі у Мироцькому й до Гостомеля русло річки розбивається на низку меліоративних каналів. У минулому в заплаві річки вівся видобуток торфу.

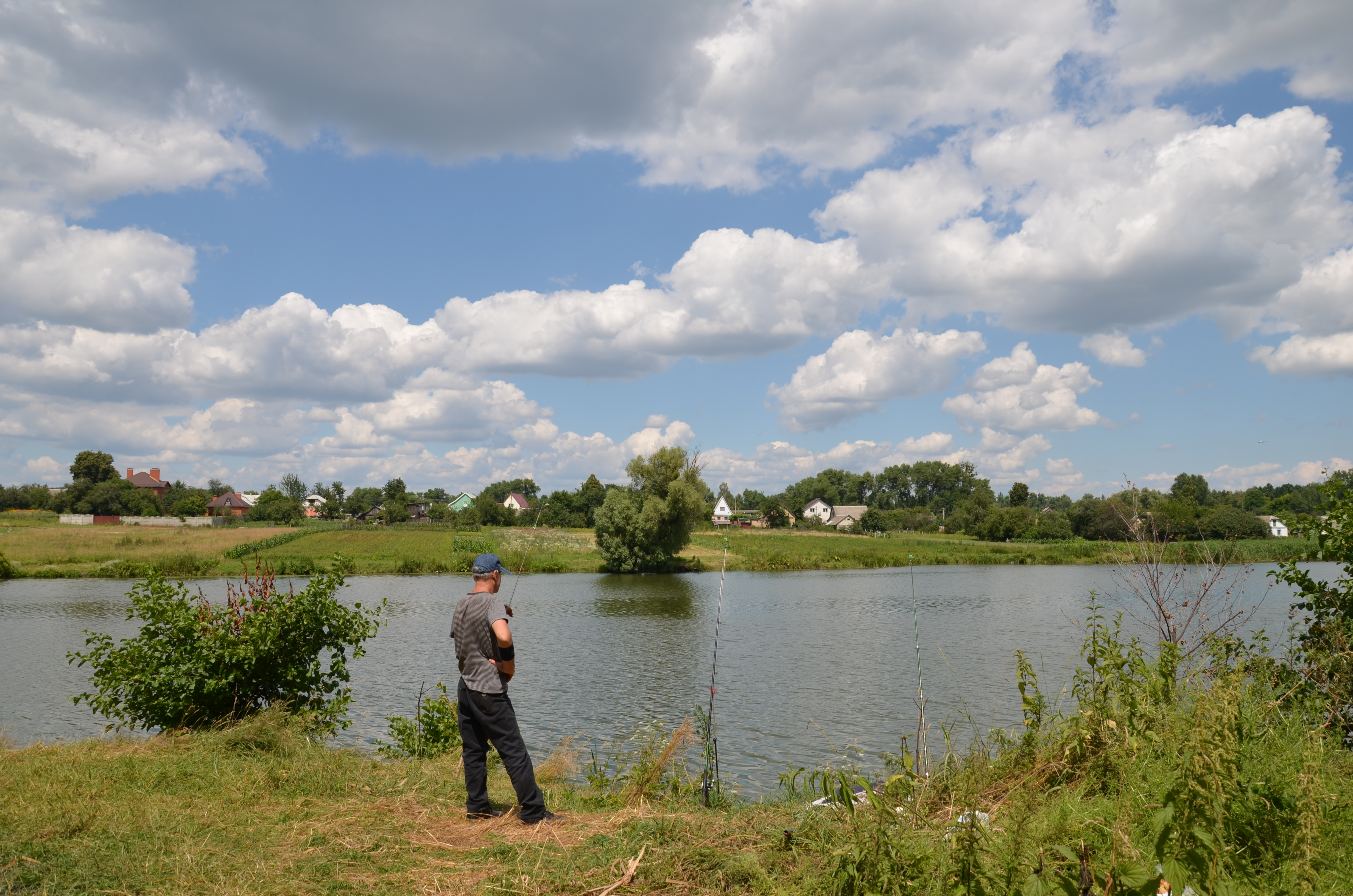
Став на річці Рокач в Мироцькому

Притока (права): Топірець.